# Czastary
Pour la commune, voir Czastary (gmina).
Czastary est une localité polonaise, siège de la gmina de Czastary, située dans le powiat de Wieruszów en voïvodie de Łódź.